# Лінійний рівень

Діпазони значень лінійних (темно-червоний) і граничних рівнів сигналу в побутовій і професійній звуковій техніці

Лінійний рівень (англ. line level) аналогового сигналу — середня величина напруги сигналу, що передається з одного блоку сигнального тракту в інший по міжблочних лініях зв'язку; в більш загальному формулюванні, лінійний рівень — середня напруга сигналу в будь-якій точці аналогового тракту. Відповідний лінійному рівню сигнал називають сигналом лінійного рівня, вихідне коло джерела такого сигналу — лінійним виходом, а сумісне з ним вхідне коло приймача сигналу — лінійним входом. Поняття лінійного рівня, що з'явилося в США в міжвоєнний період, сходить до поняття лінії дротового телефонного зв'язку і не пов'язане безпосередньо з поняттями лінійності і нелінійності аналогового тракту.
Величини лінійних рівнів залежать від призначення апаратури (побутова чи професійна), природи джерела сигналу (відео, аудіо тощо) та його носія (аналогова або цифрова форма), часу випуску апаратури і т. ін. Вибір лінійного рівня — компроміс між вимогами до відношення сигнал / шум, з одного боку, і до перевантажувальної здатності до рівня нелінійних спотворень — з другого. Напруги лінійних рівнів звукової апаратури завжди виражаються в середніх квадратичних (діючих) значеннях. Крім зазначення рівня в вольтах або мілівольтах, на практиці застосовуються і специфічні для своїх галузей застосування логарифмічні одиниці — dBV у побутовій і dBm або dBu у професійній апаратурі.

## Походження поняття
У перші десятиліття існування ефірного радіомовлення єдиним способом передачі програм між станціями, що входять в мережі радіомовлення, був наземний (дротовий) телефонний зв'язок. Дальність дії самих радіомовних станцій була невеликою, а якість прийому програм по радіоканалу — незадовільно низькою для цілей ретрансляції; супутникового радіозв'язку не існувало в принципі. Практично відразу після перших експериментів з телефонної трансляції радіомовникам і телефоністам треба було узгодити технічні вимоги до сигналу, що передавався. Занадто потужний сигнал перевантажував телефонне обладнання, занадто слабкий — був надмірно уразливий до шумів і перешкод.
У 1940 році радіомовні компанії США і телефонний монополіст AT&T зафіксували технічні вимоги в стандарті, в якому дали чітке визначення: «лінійний рівень — середній рівень звукової програми, при якому в абонентському навантаженні з вхідним опором 600 Ом виділяється електрична потужність 1 мВт». Логарифмічна шкала вимірювань, прив'язана до цього рівня, отримала позначення dBm (децибел щодо рівня 1 мВт). Саме цією шкалою градуювалися стандартні «звукові» вольтметри системи VU (VU-метри): нуль умовних одиниць VU (що фактично лежить в правій половині шкали вольтметра) відповідав напрузі 775 мВ.
З плином часу допустимий рівень сигналу на лінії збільшився; в 1954 році стандартний лінійний рівень телефонних мереж США виріс до +8 dBm (6,3 мВт на навантаженні в 600 Ом, або 1,95 В); допустимий граничний рівень сигналу тоді становив +18 dBm, що гарантувало запас по перевантаженню в 10 дБ, щодо лінійного рівня. Тоді ж стало очевидним, що вбудовані в стандартні VU-метри германієві випрямлячі вносять в сигнал на лінії неприйнятно високі нелінійні спотворення (0,3 % на граничному рівні і значно більше на менших рівнях). Щоб уникнути цих спотворень інженери стали включати послідовно з VU-вольтметром баластний резистор, який підвищував вхідний опір приладу і одночасно зменшував напругу на вході вольтметра приблизно в півтора раза, або на 4 дБ. Незабаром всередині радіомовних мереж виник новий галузевий стандарт: умовний нуль VU-вольтметра тепер відповідав +4 dBm, або 1,228 В на опорі 600 Ом. Саме цей рівень застосовувався як лінійний у студійній апаратурі мовних мереж.
У 1970-і роки становище змінилося: розвинувся масовий ринок побутової апаратури високоякісного відтворення звуку, виник новий ринок напівпрофесійного студійного обладнання. Студійний стандарт 600-омної лінії, що мав на увазі використання широкосмугових узгоджувальних трансформаторів, був для бюджетної побутової апаратури занадто дорогим, та й не потрібним. Досить було, щоб вихідний опір джерела сигналу був у багато разів нижчим вхідного опору приймача. Так виникла необхідність перейти від «потужнісних» децибел dBm до нової шкали, що оперує не потужністю, а напругою. У США, слідуючи традиції, просто прирівняли нуль шкали напруг до нуля шкали dBm; нові логарифмічні одиниці отримали позначення dBu (від англ. unterminated — «ненавантажений»). У Європі запропонували нову шкалу, прив'язану не до рівня 775 мВ, а до рівня 1 В — ця шкала отримала позначення dBv. Шкала dBV, стандартизована МЕК і IHF, стала основною для побутової техніки; шкала dBu, як і її попередниця dBm, залишилася стандартом для фахівців.

## Лінійні рівні в звуковій техніці

Напруга в залежності від часу, виражена в кутових градусах періоду синусоїдальних хвиль опорних і лінійних рівнів з, і для професійної та побутової (споживчої) апаратури відзначені відносно рівня +4 dBu (синя штрихова лінія)

### Професійна апаратура

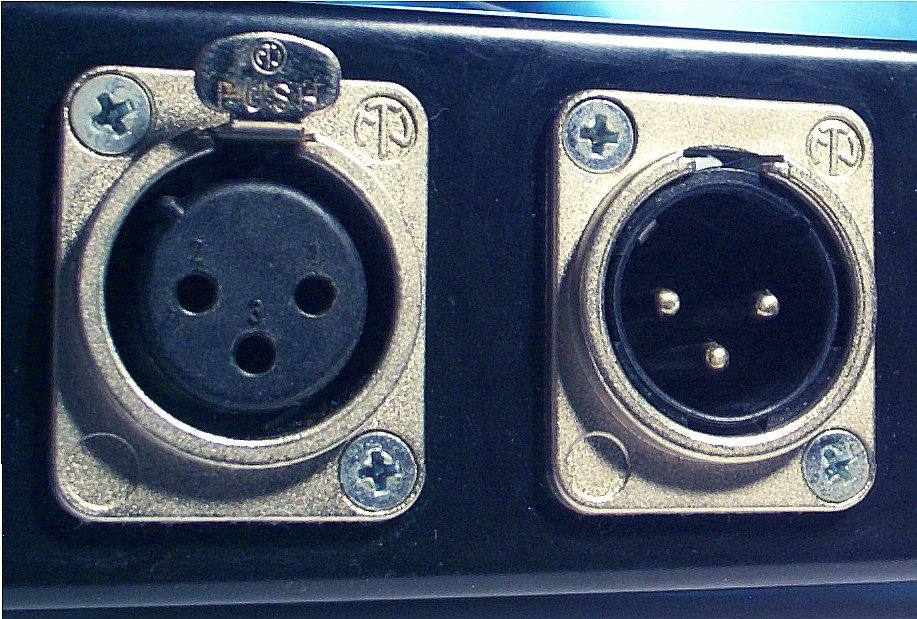
Лінійні входи і виходи професійної апаратури зазвичай використовують роз'єми XLR

Лінійні рівні професійної апаратури, традиційно вимірювані в dBm або dBu, лежать в діапазоні +4…+8 dBu, або 1,228…1,95 В:
- У США фактичним стандартом став лінійний рівень +4 dBm, що відповідає середній квадратичній напрузі величиною 1,228 В[8][9][10];
- У західноєвропейському радіомовленні історично застосовувався дещо більший «рівень ARD»: +6 dbU, або 1,55 В[8];
- У студійній практиці також поширений рівень +8 dBu, або 1,95 В[9].

Якщо сигнал джерела передається приймачу по симетричній балансній лінії (що є нормою в професійній практиці), то напруга сигналу вимірюється між двома протифазними провідниками. Середні напруги сигналу на кожному з цих провідників удвічі менше лінійного рівня — 614, 775 або 973 мВ для лінійних рівнів +4 , +6 або +8 dBu відповідно.

### Побутова апаратура

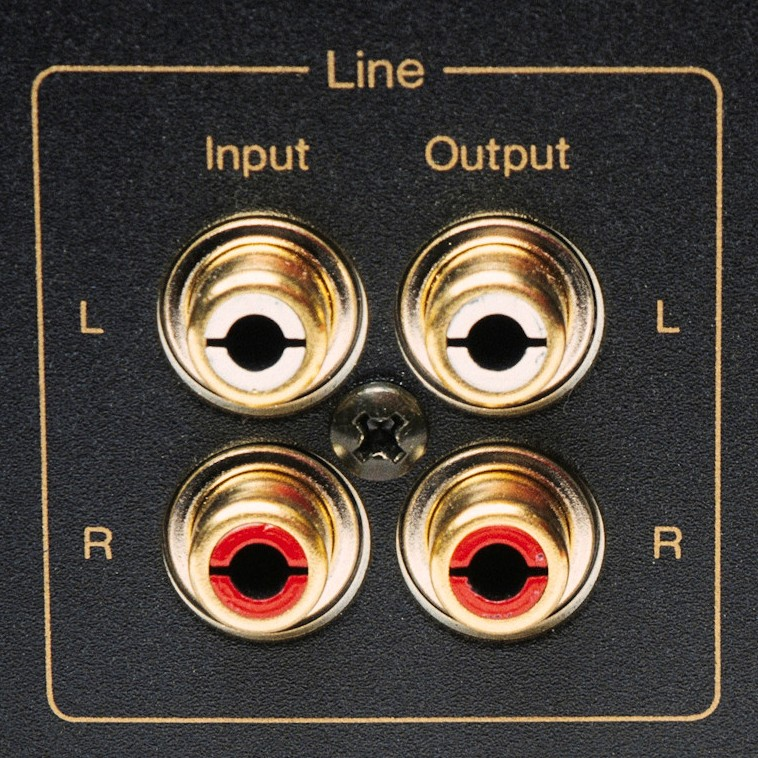
Лінійні входи і виходи побутової апаратури зазвичай використовують роз'єми RCA

У побутовій звуковій апаратурі, як правило, використовуються значно менші лінійні рівні:
- За даними американського словника The Audio Dictionary (2005 рік), найбільш поширеним є лінійний рівень близько 500 мВ (середнє квадратичне значення)[9]. Цей же рівень (з застереженнями) зафіксований чинним міжнародним стандартом МЕК 60933 і складеним на його основі російським ГОСТ Р 51771—2001[12], а також специфікацією звукового каналу відеоінтерфейсу SCART[13].
- За даними інших авторів (2010, 2012 роки), у побутовій апаратурі та напівпрофесійній студійній техніці переважає встановлений IHF рівень −10 dBV («стандарт IHF»[7]), що відповідає середньоквадратичній напрузі сигналу 316 мВ (або −7,78 dBu)[8][14];
- У побутовій відеотехніці кінця XX століття застосовувалися рівні −6 dBu (387 мВ, система VHS) і −7,5 dBu (327 мВ, система Hi8); на початку 1980-х років японські виробники Hi-Fi орієнтувалися на ще менший рівень в −10 dBu (245 мВ)[15];
- Мінімально допустима величина лінійного рівня, за стандартом МЕК, становить всього −20 dBu (25 мВ)[9], і станом на 2013 рік вона також широко застосовувалася в серійних пристроях[15].

У документації на програвачі цифрових носіїв замість зазначення лінійного рівня може вказуватися гранична середня квадратична напруга неспотвореного синусоїдального сигналу на виході цифро-аналогового перетворювача. Її типове значення, стандартизоване в 1980-і роки для стаціонарних програвачів компакт-дисків і звукового інтерфейсу SCART, дорівнює 2 В. Відповідно до МЕК 60933 і ГОСТ Р 51771-2001 лінійний (номінальний) рівень такого сигналу відстоїть від граничного на 12 дБ і дорівнює 500 мВ. Однак, за даними 2013 року, більшість звукоінженерів зводили цифрові фонограми, орієнтуючись на запас по перевантаженню в 18 дБ, тому фактичний середній лінійний рівень на виході програвача є вдвічі меншим — всього 250 мВ.

### Узгодження рівнів
Подавати сигнал з виходу професійної апаратури на вхід побутового пристрою зазвичай не можна, через неминучі при цьому перевантаження по входу. Для послаблення сигналу професійної апаратури до побутових −10 dBV застосовують атенюатори або трансформатори, які отримали в англомовному середовищі збірну назву «перетворювачі 4 в -10» (англ. 4/-10 converters). Аналогічним чином (-10/+4) маркуються перемикачі на професійній апаратурі з вбудованими атенюаторами. Оскільки професійні та побутові рівні традиційно позначаються в різних масштабах (dBu і dBV), то коефіцієнт послаблення такого атенюатора дорівнює не -16, а −11,8 дБ (напруга послаблюється в 3,89 раза).

### Внутрішні лінійні рівні
Лінійний рівень +4…+8 dBu є оптимальним для міжблочних ліній, але занадто великим для обробки сигналу всередині блоків. Як правило, в професійній апаратурі сигнал, що приходить ззовні, послаблюється до внутрішнього лінійного рівня, який становить близько −6…0 dBu, або 388…775 мВ (середнє квадратичне значення); в схемах побудованих на операційних підсилювачах такий рівень гарантує запас по перевантаженню в 20…27 дБ. У спеціалізованих мікшерних пультах внутрішній рівень може бути ще меншим — −16 dBu (123 мВ середньоквадратичної величини).
Внутрішні лінійні рівні побутової апаратури, особливо розрахованої на батарейне живлення, також можуть бути істотно нижчими від номінальних — наприклад, в касетній апаратурі з СШП Dolby і dbx були поширені опорні рівні 25…35 мВ.

## Співвідношення середнього та граничного рівнів
Вибір лінійного рівня — компроміс між вимогами до відношення сигнал / шум, з одного боку, і до перевантажувальної здатності до рівня нелінійних спотворень — з іншого. Занадто слабкий сигнал, проходячи через звуковий тракт, буде надмірно зашумлений; занадто сильний буде передчасно підданий нелінійному обмеженню при перевантаженнях. У ламповій і ранній транзисторній апаратурі збільшення лінійного рівня також викликало плавне зростання спотворень в лінійній області роботи; в сучасній аналоговій апаратурі це явище практично відсутнє: підсилювачі підтримують штатний низький рівень спотворень аж до перевантаження по амплітуді. Однак деякі операційні підсилювачі, використовувані в тому числі в студійній апаратурі, відрізняються аномально високими комутаційними спотвореннями при переході з режиму А в режим AB — оптимальний діапазон вихідних напруг таких операційних підсилювачів є набагато вужчим від гранично можливого.
Абсолютний поріг перевантаження визначається елементною базою і схемотехнікою підсилювальних каскадів: в низьковольтних схемах з батарейним живленням поріг перевантаження не перевищує ±1 В, в схемах на операційних підсилювачах поріг становить близько ±10 В, а в конструкціях на дискретних транзисторах або лампах він може становити кілька десятків вольт. У професійній апаратурі де-факто стандартизовані два рівні гранично допустимих напруг:
- +20 dBu (7,75 В, середньоквадратичне значення) — в напівпрофесійній апаратурі і нижньому сегменті студійної апаратури;
- +24 dBu (12,3 В, середньоквадратичне значення) і вище — у «звичайній» студійній апаратурі. У верхньому сегменті студійної техніки початку XXI століття допустимі значно більші граничні рівні — до +37 dBu (55 В, середньоквадратичне значення)[20].

Лінійний рівень характеризує середню напругу сигналу, але не гранично допустиму; остання завжди перевищує лінійний рівень. Різниця між номінальним (паспортним) лінійним рівнем апаратури і граничним рівнем сигналу, вираженим в тому ж масштабі середніх квадратичних напруг, становить
- 12 дБ — в побутовій апаратурі по МЕК 60933 і ГОСТ Р 51771-2001[12];
- 14 дБ — в студійних аналогових магнітофонах. Великі рівні відтворити неможливо через природну компресію сигналу в феромагнітному шарі стрічки[19]. Стрічка сама по собі служить зручним «обмежувачем» сигналу[21].
- 16 дБ — в напівпрофесійних мікшерських пультах і нижньому сегменті студійної апаратури[19];
- 20 дБ і більше — в студійних цифрових рекордерах, професійних мікшерських пультах і процесорах сигналу[19];
- близько 30 дБ — у верхньому сегменті студійної апаратури[20].

Наведені цифри характеризують можливості самої апаратури; динамічний діапазон фонограм, призначених для тиражування і радіотрансляції, зазвичай додатково обмежується при мастерингу. У нормальних записах, що не були піддані агресивній компресії, пік-фактор — різниця між середнім і максимальним рівнями — становить приблизно 18 дБ. Під час «війни гучності» 2000-х років інженери з мастерингу стискали це відношення до 12 дБ, а в найбільш «затиснутих» записах — до 8 дБ. Записи піддані такому стисненню звучать «голосно», часом ефектно, але монотонно. Тривале прослуховування таких записів утомлює слухача.